# Baranda
Baranda (cyr. Баранда) – wieś w Serbii, w Wojwodinie, w okręgu południowobanackim, w gminie Opovo. W 2011 roku liczyła 1544 mieszkańców.